# VdB 18
vdB 18 è una piccola nebulosa diffusa, visibile nella costellazione di Perseo.
Si individua esattamente a metà strada fra le due stelle Algol e ξ Persei, la prima una stella bianco-azzurra ben nota per le sue variazioni e la seconda una stella blu di quarta magnitudine posta a sud della ε Persei, o in alternativa circa mezzo grado a nordest dell'ammasso aperto NGC 1342; appare illuminata da una stella azzurra catalogata come HD 22114 e nota anche con il nome di stella variabile V496 Persei, essendo una variabile α2 CVn e si mostra dunque come una nebulosità di colore marcatamente azzurrognolo. La nube si estende in particolare verso sud, dove presenta una struttura allungata parallelamente alla stella.
Questa nebulosa si trova oltre il bordo settentrionale del grande complesso noto come Nube di Perseo e appare connessa con un sistema di nebulose oscure direttamente collegate con la Nebulosa California, visibile a sudest. Nell'intera regione sono attivi dei fenomeni di formazione stellare, testimoniati dalla presenza di oggetti stellari giovani; la distanza del sistema è stimata sui 900 anni luce dal sistema solare.